# Унтервезерська АЕС
Унтервезерська атомна електростанція (нім. Kernkraftwerk Unterweser) — атомна електростанція в Німеччині, потужністю 1410 МВт. Закрита в ніч на 30 травня 2011 року.

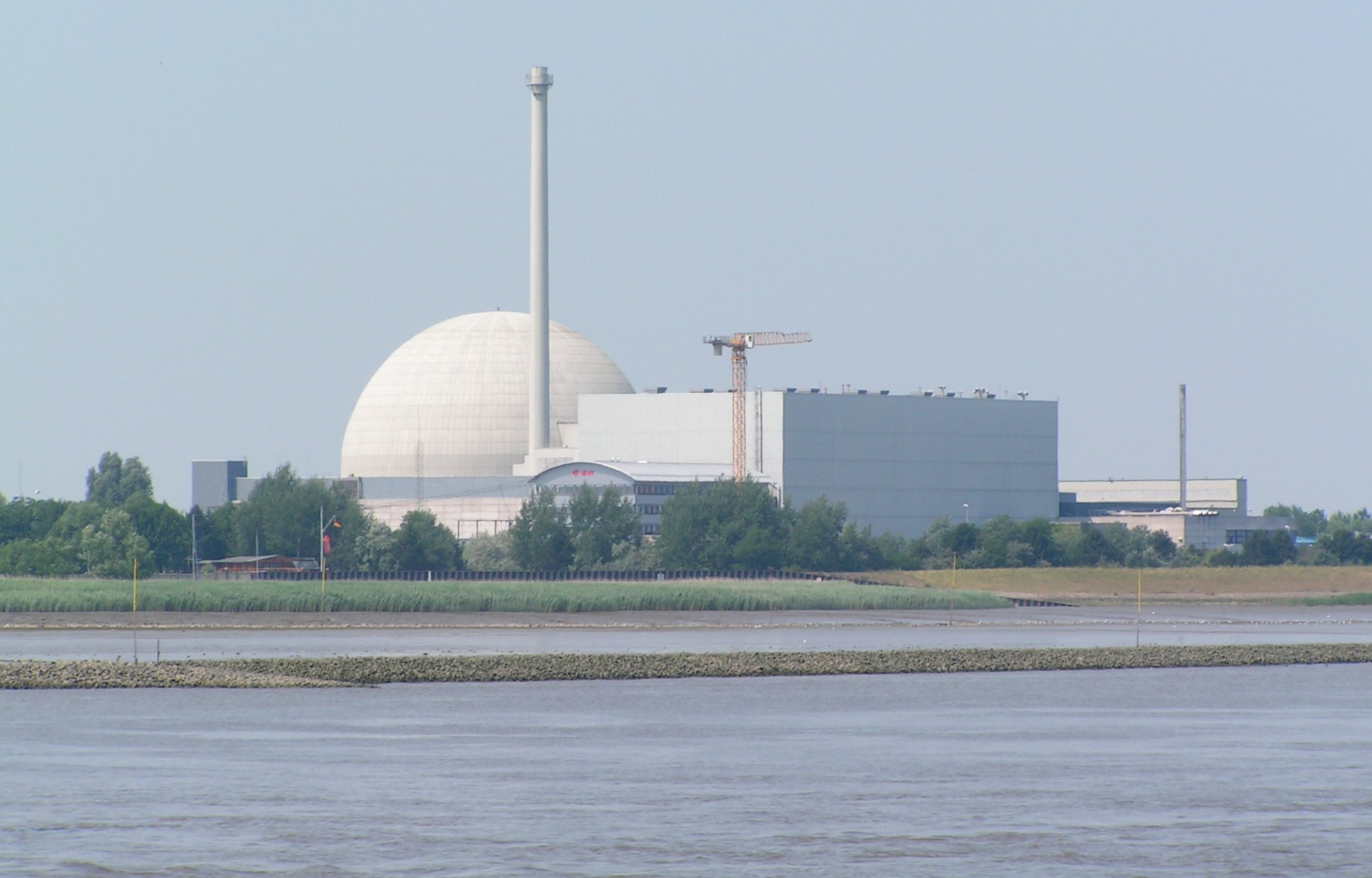
Вигляд на атомну електростанцію з Везеру
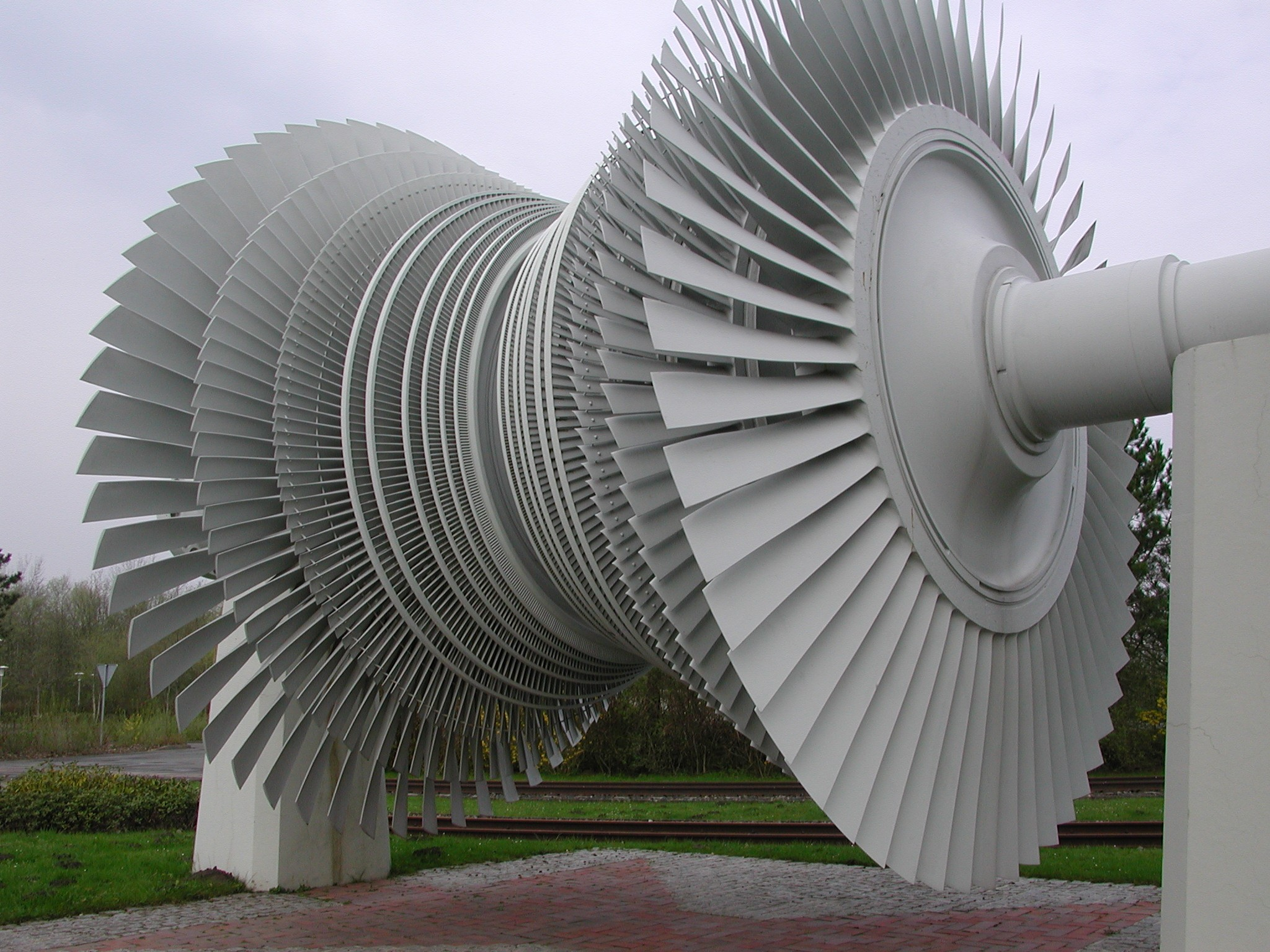
Зняте з експлуатації робоче колесо турбіни низького тиску перед АЕС

## Дані енергоблоку
АЕС має один енергоблок:
| Енергоблок       | Тип реактору                       | Нетто- потужність | Брутто- потужність | Початок будівництва | Синхронізація з електромережею | Комерційна експлуатація | Закриття   |
| ---------------- | ---------------------------------- | ----------------- | ------------------ | ------------------- | ------------------------------ | ----------------------- | ---------- |
| Unterweser (KKU) | Водо-водяний ядерний реактор (PWR) | 1345 МВт          | 1410 МВт           | 01.07.1972          | 29.09.1978                     | 06.09.1979              | 30.05.2011 |